# Arizona Diamondbacks
El Arizona Diamondbacks és un club professional de beisbol estatunidenc de la ciutat de Phoenix (Arizona) que disputa l'MLB.

## Palmarès
- Campionats de l'MLB (1): 2001
- Campionats de la Lliga Nacional (1): 2001
- Campionats de la Divisió Oest (4): 2007, 2002, 2001, 1999

## Evolució de la franquícia
- Arizona Diamondbacks (1998–present)

## Colors
Vermell, negre i sorra.

## Estadis
- Chase Field (1998-present)
- Bank One Ballpark (1998-2005)

## Números retirats
- Jackie Robinson 42[2]